# Krshuniq
Krshuniq (o Krjruniq) fou un districte de Baspracània a la part del naixement del riu Kotor. La capital fou Krshruniq, al nord-est. Limitava al nord amb el Metsnuniq; a l'est i sud-est amb l'Andzakhí Dzor; i a l'oest i sud-oest amb el Kulanovit.